# Aérodrome de Nangis Les Loges
 (avril 2025).
L'aérodrome de Nangis Les Loges est un aérodrome du département de Seine-et-Marne. Il se situe à 60 km au sud-est de Paris, à 4 km au nord de Nangis, à cheval sur les territoires des communes de Grandpuits-Bailly-Carrois, au sud-ouest (« Les Loges » étant un hameau de celle-ci), et de Clos-Fontaine, au nord-est.
Cet aérodrome civil est ouvert aux avions privés en vol à vue (VFR) et aux ULM (la piste 05-23 de 350 mètres leur est dédiée).
La plate-forme est doté d'un restaurant et de plusieurs aéroclubs :
- aéroclub Albert Moreau ;
- aéroclub Marcel Dassault ;
- aéroclub Marcel Dassault Voltige ;
- aéroclub de l’Amicale des pilotes de l’Île-de-France (AAPIF).

Plusieurs entreprises y sont implantées : 
- la société Aerodima (qui effectue de l'entretien et de l'avionique) ;
- des entreprises de maintenance aéronautique.

Le Réseau du sport de l'Air (RSA) y est implanté (construction et restauration d'avions). Il existe aussi de nombreux hangars appartenant à des pilotes privés.
La patrouille Nangis-Alpha fut basée sur l'aérodrome jusqu'en 2004, année où elle cessa ces activités.